# Giuseppe Belli (Sänger)

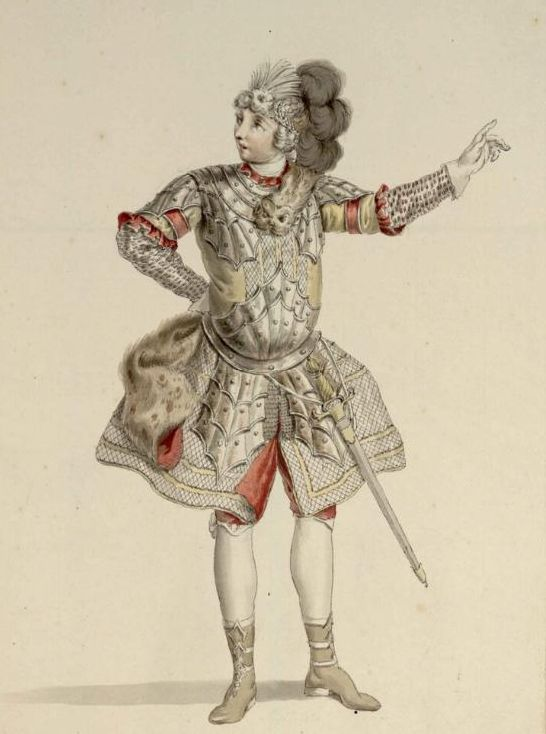
Giuseppe Belli in seiner ersten Rolle als Segimiro (in Arminio von Hasse)

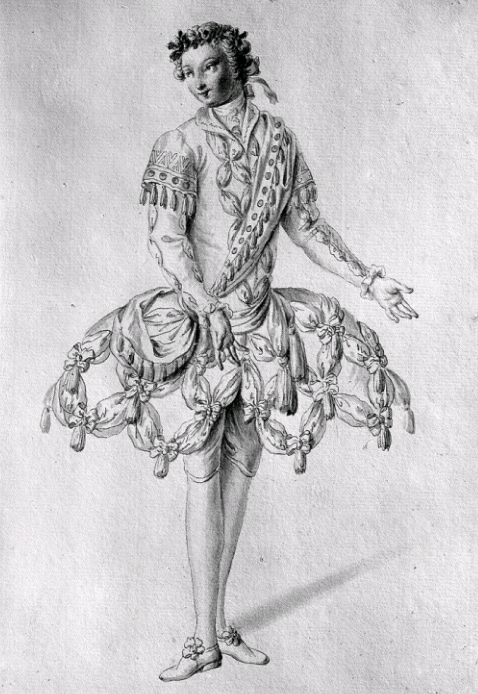
Giuseppe Belli als Licida in L’Olimpiade von Hasse

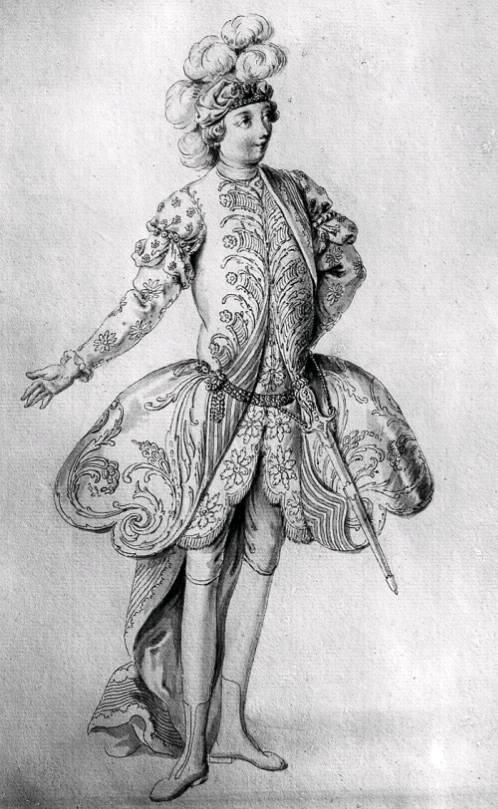
Giuseppe Belli als Licida in L’Olimpiade von Hasse

Giuseppe Belli, auch Giovanni Belli (* vor 1752 in Florenz; † 19. Januar 1760 in Neapel) war ein italienischer Opernsänger (Kastrat/Sopran) am sächsischen Hof.

## Leben
Belli war bereits durch Reskript vom 21. Juli 1752 mit 1400 Talern Jahresgage engagiert worden, um den Kastraten Giovanni Bindi als secundo uomo zu ersetzen, der 1750 gestorben war. Vom 1. Januar 1753 an erhielt er 2200 Taler. Er ging während des Siebenjährigen Krieges nach Italien zurück und starb Anfang 1760 in Neapel.
Man beachte, dass in den meisten Sekundärquellen der Vorname Giovanni angegeben wird. Dies beruht offensichtlich auf einem Versehen des ansonsten sehr genau arbeitenden Moritz Fürstenau, von dem die meisten Nachfolger einfach abgeschrieben haben. In den überlieferten Originallibretti ist Giuseppe angegeben. Da man annehmen kann, dass die Zeitgenossen wohl besser wussten, wie der Sänger mit Vornamen hieß, ist davon auszugehen, dass Giuseppe stimmt.
Während seiner Zeit in Dresden wirkte er unter anderem an folgenden Opernaufführungen Johann Adolph Hasses mit:
- Arminio (Erstmals 1745 in Dresden, WA zum Karneval 1753) – als Segimiro (Erstengagement Bellis in Dresden!)
- Solimano (5. Februar 1753 in Dresden) – als Acomate
- L’eroe cinese (7. Oktober 1753 in Hubertusburg) – als Minteo
- Artemisia (6. Februar 1754 in Dresden) – als Idaspe
- Ezio (Zweite Vertonung, 20. Januar 1755 Dresden) – als Varo
- Il re pastore (Erste Fassung am 7. Oktober 1755 in Hubertusburg; zweite Fassung am 7. Oktober 1762 in Warschau) – als Agenore
- L’olimpiade (Erste Fassung am 16. Februar 1756 in Dresden; zweite Fassung am 26. Dezember 1764 in Turin) – als Licida

Ernst Ludwig Gerber erzählt, dass er durch Arie Consola il genitore des Licida „jedermann zu Thränen gerührt“ habe.
Hofsteuerrat Gottlieb Wilhelm Rabener nannte ihn 1756 in einem Brief an Gellert den „göttlichen“ Belli, den es neben der „unsterblichen“ Pilaja unbedingt in Dresden zu halten gelte.
Beide, Belli und die Sängerin Caterina Pilaja, gingen jedoch zurück nach Italien und traten dort wieder auf, auch wieder in Opern von Johann Adolph Hasse, der ebenfalls aus Dresden geflohen war, als die Preußen es besetzt hatten, und mit dem offensichtlich beide auch den Kontakt hielten. Das erste Mal fassbar wird Belli in der Karnevalsaison 1757–1758 am Teatro San Benedetto in Venedig. Hier sang Belli zunächst in der Oper Sesostri von Baldassare Galuppi, die am 26. November 1757 Premiere hatte, die Rolle des Titelhelden. Etwas über einen Monat später sang Belli die Rolle des Sammete in der Oper Nitteti von Hasse am selben Theater (UA 4. Januar 1758).
Johann Joachim Winckelmann berichtet in einem Brief an Francke vom 30. September 1758:

„Des Abends gehe ich in die Opern, welche in den Städten von Italien auch den ganzen Sommer durch gehalten wird. Mich deucht, ich bin in Dresden: Denn die Pilaja singet, und Lenzi und seine Frau tanzen. Der schöne, ja der schönste Belli singet zu Lucca.“

In der Karnevalsaison 1759–1760 sang nach Auskunft des Librettos Giuseppe Belli in Hasses Achille in Sciro (nach Metastasio), der am 4. November 1759 am Teatro San Carlo in Neapel Premiere hatte, die Titelrolle. Auch im Libretto der für den 20. Januar 1760 in Neapel geplanten Aufführung der gänzlich neu komponierten (üblicherweise dritte Fassung genannten) Oper Artaserse ist Belli noch als Sänger angegeben. Einen Tag vor der Premiere jedoch starb Belli. Er soll von einem eifersüchtigen Venezianer erstochen worden sein, wie Winckelmann in einem Brief bemerkt. Am 28. Januar 1760 fand die Trauerfeier in der Kirche San Giovanni dei Fiorentini statt, bei der zahlreiche „Signori Virtuosi di Musica Napoletani“ teilnahmen. Die musikalische Leitung der Trauerfeier lag in den Händen des Hofkapellmeisters Giuseppe de Majo.
Winckelmann, der sich zu dem Zeitpunkt in Italien aufhielt, war ob des Todes von Belli regelrecht in Trauer. Da er auch in diesem Brief wiederum auf die besondere Schönheit Bellis abstellt, könnte man meinen, er habe eine Vorliebe für den Sänger geteilt, wie man es auch Rabener nahelegen könnte. In einem Brief an Baron von Stosch schrieb Winckelmann:

„Der schöne, ja der schönste Belli ist gestorben, wie Sie wissen werden … Ich traure vielleicht eben so viel um ihn, als sie.“

Nach Fürstenau war Belli in Dresden auch der „Liebling der Dresdener Damen“.